# 阿西奥斯-考斯马斯奥林匹克帆船中心
阿西奧斯-考斯馬斯奧林匹克帆船中心是雅典奧運的其中一個比賽場地。
該帆船中心雅典南方的海岸線上是由希臘公共福利部及公共工程部以及環境部兩者合資建造場館，帆船中心可以容納達3000名觀眾，場圩的完工時期為2004年的1月，是其中一個該屆奧運中最快完工的比賽場地之一。